# Bernard Haitink

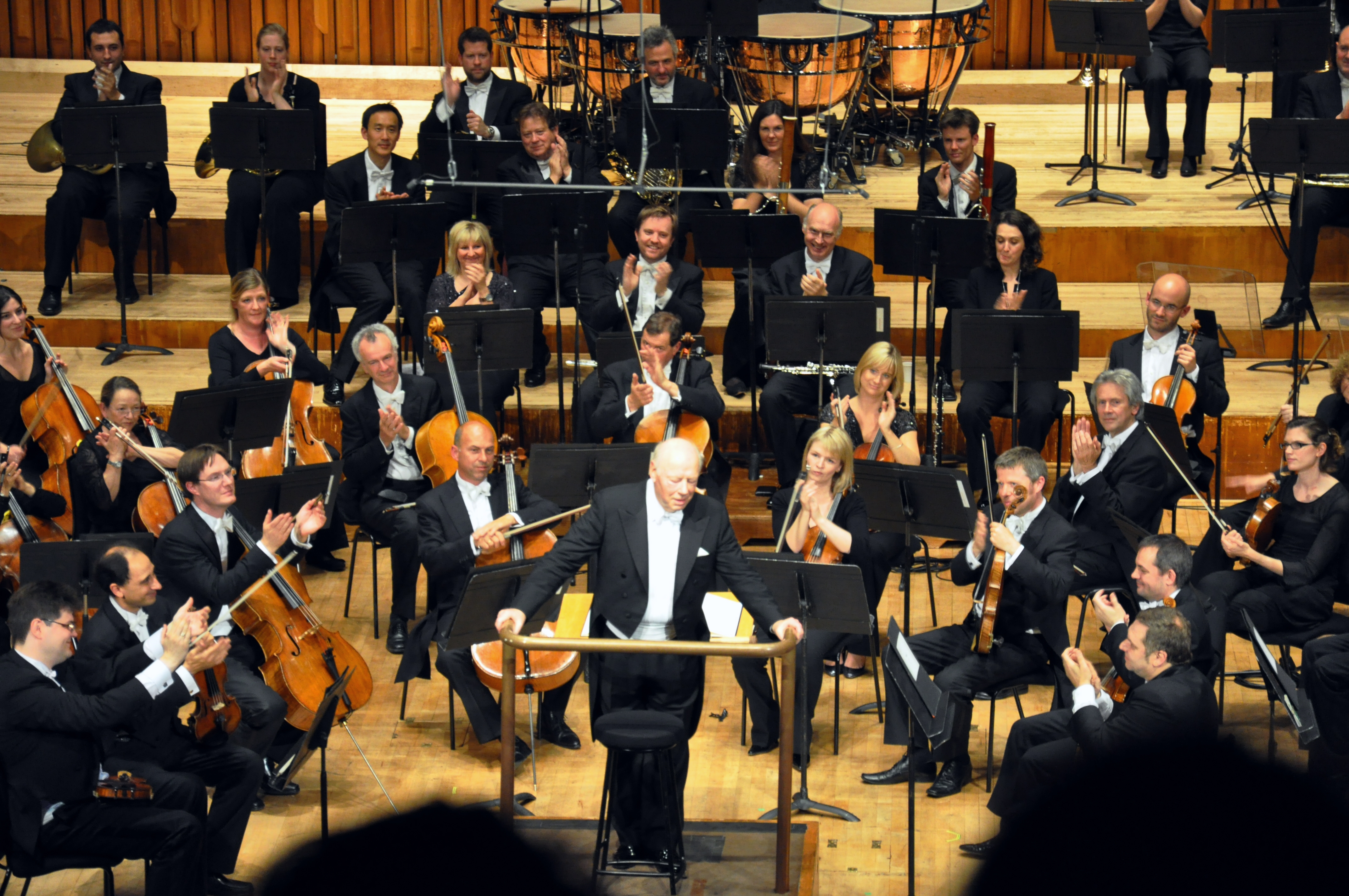
Bernard Haitink după un concert cu Orchestra Simfonică din Londra

Bernard Johan Herman Haitink (n. 4 martie 1929, Amsterdam, Țările de Jos – d. 21 octombrie 2021, Londra, Anglia, Regatul Unit) a fost un dirijor și violonist neerlandez.